# Rawicz

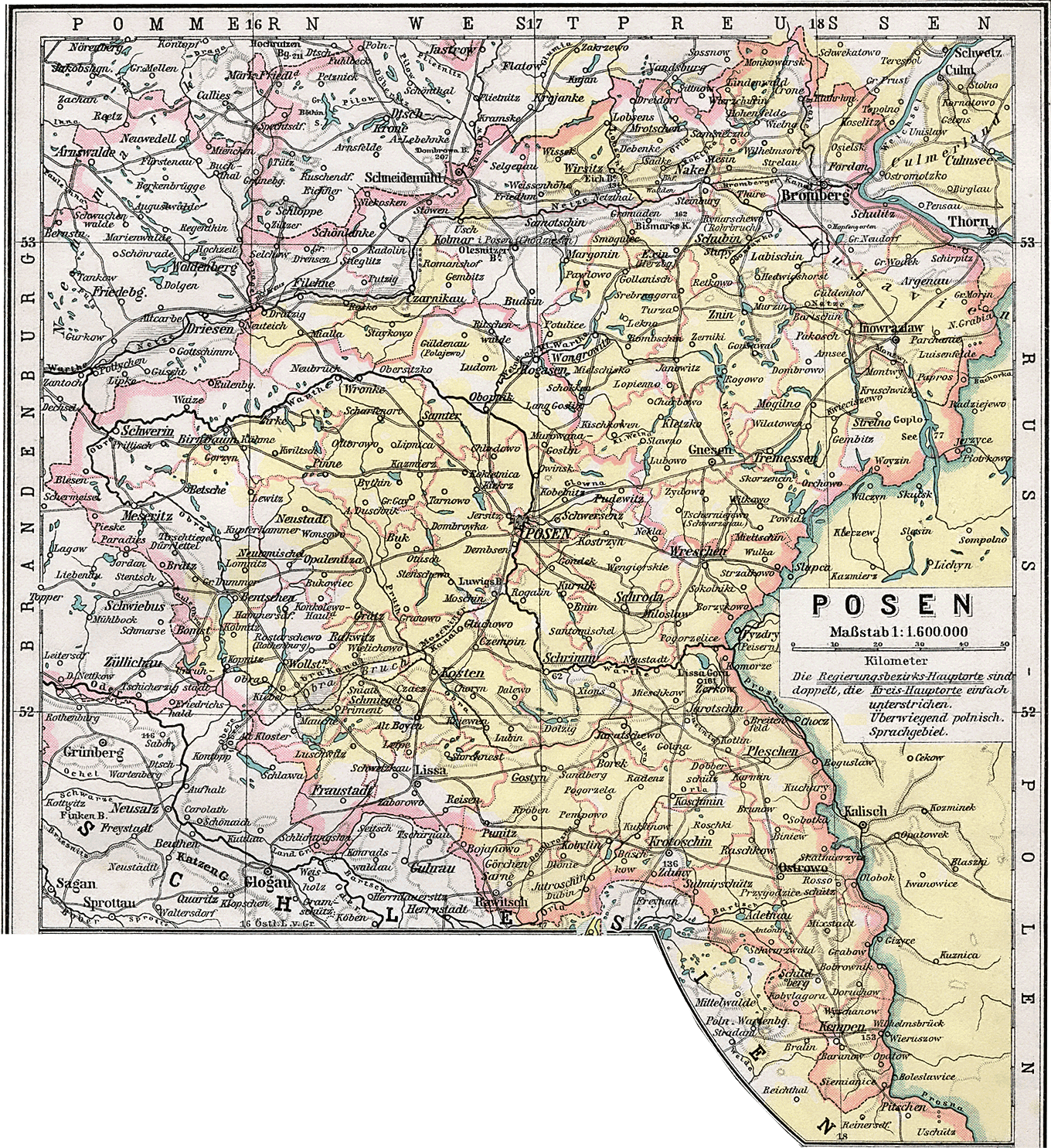
Rawitsch südlich der Stadt Posen und östlich der Stadt Glogau auf einer Landkarte der Provinz Posen von 1905 (gelb markierte Flächen kennzeichnen Gebiete mit seinerzeit mehrheitlich polnischsprachiger Bevölkerung).

Rawicz ['ravʲiʧ]ⓘ (deutsch Rawitsch) ist eine Kreisstadt mit 21.200 Einwohnern und Hauptort der Stadt- und Landgemeinde Rawicz im Powiat Rawicki der Woiwodschaft Großpolen in Polen. Zum Stadtgebiet gehört seit der Eingemeindung 1973 auch die bis dahin selbständige Stadt Sarnowa (deutsch Sarne).

## Geschichte

### Stadtwappen
Das der Stadt 1638 von König Władysław IV. Wasa verliehene Wappen zeigt in Gold einen schwarzen Bären, der auf einer grünen Wiese nach rechts schreitet. Das Wappen (siehe unten) stammt vom polnischen adeligen Stammwappen Rawicz (auch: Rawa) des Stadtgründers Przyjemski: in Gold ein schwarzer Bär mit einer weiß, rot oder blau gekleideten Jungfrau auf dem Rücken, der auf einer grünen Wiese nach rechts schreitet.

### Der Clan der Rawitsche

Das Adelswappen Rawicz

Die Rawitsche waren ein masowischer Ritterstamm, der wahrscheinlich auf das mächtige tschechische Geschlecht der Wrchowez zurückgeht, welches um das Jahr 1108 vom böhmischen Herzog Svatopluk ausgerottet wurde (siehe: Schweinhausburg). Ein Mitglied des Geschlechts namens Goworek floh nach Polen, wo er von Bolesław III. Schiefmund Güter im Lande Sendomir und in Masowien verliehen bekam. Der ursprüngliche Sitz der Rawitsche in Polen war die Stadt Rawa Mazowiecka, die ihren Namen, wie Rawitsch, vom Stammwappen bekam. Goworeks Enkel, der ebenfalls Goworek hieß, war Kastellan von Krakau und Erzieher des Herzogs Leszek I. des Weißen. Im 13. Jahrhundert teilte sich das Geschlecht in zwei Linien: die Warschowitze, die von Warsz, Kastellan von Krakau und mutmaßlichem Gründer von Warschau abstammten, und die Grotowitze, die ebenfalls hohe Staatsämter innehatten. Beide Linien waren Anhänger des Königs Władysław I. Ellenlang in seinem Kampfe mit Wenzel II. von Böhmen. Zur größten Macht kamen die Rawitsche in der zweiten Hälfte des 14. und im 15. Jahrhundert: Viele von ihnen waren Kastellane, einer wurde Bischof von Krakau. Im 15. Jahrhundert erscheinen die Rawitsche auch in Großpolen und Kujawien.

### Erste Polnische Republik (bis 1793)

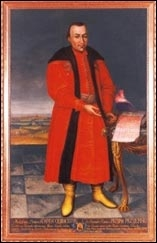
Adam Rawicz-Przyjemski, Stadtgründer

1638 erhielt der Gutsherr Adam Olbracht Przyjemski, Kastellan von Gnesen und Kalisch, vom König Władysław IV. Wasa die Genehmigung, die Stadt, die den Namen nach dem Familienwappen Rawicz erhält, auf dem Gelände seines Dorfes Sierakowo (erstmals erwähnt 1310) zu gründen. Der Breslauer Architekt Flandrin erhielt von Przyjemski den Auftrag, einen symmetrischen Stadtplan zu entwerfen. Die Stadt lag damals etwa 15 km von der schlesischen Grenze entfernt, an der wichtigen Handelsstraße von Posen nach Breslau. Die Nähe der Grenze hatte große Bedeutung für die Entwicklung der Stadt, denn Rawitsch wurde zum Zufluchtsort für Andersgläubige, die vor der religiösen Unterdrückung durch die Habsburger aus Böhmen und Schlesien flohen. Viele von ihnen waren geschickte Handwerker und Kaufleute. Bereits 1639 wurden die ersten Juden in Rawitsch verzeichnet. 1640 wurde die Tuchmacherzunft in der Stadt registriert. 1649 wurden die Juden ausgewiesen. Der bis heute bestehende Rawitscher Schützenverein entstand 1642. Während der schwedischen Invasion 1655 von Karl X. Gustav brannte die hölzerne Stadt nieder, entstand aber bald wieder in gemauerter Form. Die um 1660 zurückgekehrten Juden wurden 1674 abermals vertrieben – 1698 kehrten sie zurück.
Ein großer Brand zerstörte 1701 die wiederaufgebaute Stadt. Im Großen Nordischen Krieg wurde Rawitsch 1704 bis 1705 von den Truppen Karl XII. von Schweden besetzt. Der König selbst verweilte ein paar Monate in der Stadt.
Bis 1733 wurde die Stadt dann abwechselnd von den Russen und Sachsen besetzt gehalten.
Von 1710 bis 1711 wütete die Pest in Rawitsch, wobei 60 % der Einwohner starben.
1719 erhielten die Rawitscher Juden einen Freibrief, der ihre Rechte und Steuern regelte. Es gab zwölf jüdische Familien in der Stadt. 1728 errichteten sie ein kleines Bethaus. 1739 gab es schon 35 jüdische Familien in Rawitsch, 1755 wurde der erste Rabbi, Menachem Mendel Gradenwitz, angestellt.
Von 1753 bis 1756 wurde das neue Rathaus erbaut. Bauer Wittke (Friedericistraße), Bauer Hoffmann (Sierakowo) und viele andere, fuhren ohne Lohn Baumaterial an. 1783 erhielt es als erstes Gebäude in Polen einen Blitzableiter.
Ab 1760 wurde die Stadt wohlhabend durch die Expansion der Tuchweberei. Es gab in der Stadt 1107 in Zünften organisierte Meister, die 83 verschiedene Berufe vertraten. Rawitsch hatte damals 74 Windmühlen, zwei Brauereien, drei Färbereien und eine Schnapsbrennerei.
Die erste Synagoge entstand 1783.

### Die erste preußische und die napoleonische Zeit (1793–1815)
Als Folge der Zweiten Teilung Polens kam Rawitsch zu Preußen. Am 17. Oktober 1793 wurde die Stadt von König Friedrich Wilhelm II. besichtigt.
Zwei große Brände verheerten 1794 und 1801 die Stadt, welche zu dieser Zeit nach Posen die zweitgrößte Stadt der Provinz war. 1797 gab es 198 jüdische Familien in der Stadt, vor allem Kaufleute, Schneider, Handwerker und Viehhändler. Als Folge des Tilsiter Friedens 1807 kam die Stadt zum Herzogtum Warschau. Die Tuchproduktion wuchs, man baute die Stadt noch einmal auf. Rawitsch war 1812 Hauptquartier eines Teils der Grande Armée Napoléon Bonaparte unter dem Befehl seines Bruders Jérôme Bonaparte. Gemäß den Beschlüssen des Wiener Kongresses kam die Stadt 1815 zu Preußen zurück und wurde Teil der Provinz Posen.

### Zweite preußische Zeit (1815–1918)
Die preußischen Behörden erbauten 1827 das Gefängnis von Rawitsch. Um 1830 bildeten die Deutschen (vor allem Schlesier) die Mehrheit der Stadtbevölkerung. Neben den zumeist evangelischen Deutschen stellten auch die Juden mit 15–20 Prozent einen bedeutenden Anteil der Stadtbevölkerung. Nach 1831 verlor durch die russischen Schutzzölle die Rawitscher Tuchmacherei ihre Bedeutung. Viele Weber zogen nach Kongresspolen, vor allem nach Zgierz und Łódź. Von 1843 bis 1845 blühte die Tuchproduktion zum letzten Mal auf durch Aufträge der preußischen Armee. Danach bekam die Stadt einen überwiegend landwirtschaftlichen Charakter, mit einigen Einschlägen von Kleinindustrie, einer Tabak- und Zigarrenfabrik, die um 1840 entstand und wegen ihrer guten Waren gerühmt wurde. Nach Posen bekam Rawitsch 1857 als zweite Stadt der Provinz ein Gaswerk. Durch die Preußische Verwaltungsreform von 1886 wurde die Stadt ab Oktober 1887 der Sitz des aus der Südhälfte des Kreises Kröben gebildeten Kreises Rawitsch mit 48.000 Einwohnern und der größten Bevölkerungsdichte der Provinz Posen. Um 1890 wurde der Ort zu einem bedeutenden Industriezentrum der Provinz: Er besaß Tabakwaren-, Maschinen-, Möbel-, Waagen-, Bürsten-, Papierfabriken, Brauereien und Sägemühlen. Die neue Synagoge wurde 1889 errichtet (zerstört um 1941). 1891 wurden erste Wasserleitungen gelegt, 1911 bekam die Stadt eine Kanalisation. Die Liegnitz-Rawitscher Eisenbahn-Gesellschaft hatte in der Stadt ihren Sitz.
Ab 1900 wanderten die Juden ins Innere des Deutschen Reiches ab, so dass es 1905 bei etwa 9000 Einwohnern nur noch 363 Juden gibt.

### In der Zweiten Polnischen Republik (1920–1939)
Die Kämpfe 1918–1920 zwischen den großpolnischen Aufständischen gegen die preußische Herrschaft und deutschen Freikorps, die von Niederschlesien aus eingriffen, dauerten am längsten im Rawitscher Land. Der Kreis Rawitsch kam erst am 17. Januar 1920 endgültig zu Polen. Im August 1921 wurden bei der Niederschlagung gewaltsamer Proteste in Rawicz gegen zu niedrige Löhne sieben Personen getötet. Ab 1921 verließen viele Deutsche und Juden die Stadt. 1928 gab es noch 35 Juden in Rawitsch. Die Stadt war aber immer noch multinational und multireligiös, alle christlichen Konfessionen waren hier vertreten. In der Zeit ab 1920 bestanden starke deutsche Sportvereine, die Ausflüge (auch im kleinen Grenzverkehr) organisierten und auch die Prüfung zum Deutschen Sportabzeichen abnahmen. Die Struktur der Wirtschaft in der Stadt veränderte sich um 1925. Der land- und forstwirtschaftliche Charakter der Region förderte in Rawitsch eine bedeutende Lebensmittelindustrie: Zuckerfabriken, große Schnaps- und Likörbrennereien, die Wurstfabriken von Scholz, deren Produkte in ganz Polen berühmt sind, die erste Wellpappe-Fabrik in Polen. 1925 wurde die Rawitscher Kadettenanstalt gegründet. Auch das Schulwesen in der Stadt entwickelte sich, die Stadt beherbergte ein Lehrerseminar und zwei Gymnasien. 1927 wurde das neue Gebäude der Kadettenanstalt eingeweiht (heute: Krankenhaus). Nach dem Piłsudski-Maiputsch vom Mai 1926 wurde das alte preußische Gefängnis zu einer der schwersten Strafanstalten in Polen, wo vor allem Regimegegner einsaßen.
Von 1933 bis 1938 verbüßte der Kommunist Bolesław Bierut, nach 1945 polnischer Staatspräsident unter der Protektion von Stalins, hier eine Gefängnisstrafe, die ihn vor den Stalinschen Säuberungen rettete.
Etwa 14 Tage vor dem deutschen Überfall auf Polen wurden die Wehrpflichtigen (auch die Deutschen) zur polnischen Armee eingezogen (Mobilmachung). Diese Deutschen gerieten später in deutsche Gefangenschaft.
Am 1. September 1939 nahm eine Kompanie der Wehrmacht die Stadt ein, setzte die polnischen Behörden ab und eine provisorische deutsche Verwaltung ein, musste sich jedoch nach zwei Tagen zurückziehen und kehrte erst am 5. September zurück.

### Im Zweiten Weltkrieg
Im besetzten Polen ab 1940 wurden die in der Zwischenkriegszeit zugezogenen Polen aus Rawitsch wieder vertrieben und durch deutsche Siedler aus Wolhynien und dem Baltikum ersetzt. Am 22. Januar 1945 überraschte der Angriff eines Panzerverbands der Roten Armee die deutschen Truppen, die sich daraufhin aus der Stadt zurückzogen. Zuvor hatten am 20. Januar viele Deutsche Rawitsch in Richtung Delitzsch in Sachsen verlassen. Am Bahnhof wurde der Treck bei etwa −20 °C zusammengestellt. Etliche Deutsche, die in der Zwischenkriegszeit polnische Staatsbürger waren, blieben zurück und wurden im Juni/Juli 1945 nach Deutschland ausgewiesen.

### Nachkriegszeit
Bis 1946 wurde die Stadt von der Kommandantur der Sowjetarmee regiert. 15.000 sowjetische Soldaten waren in Rawitsch stationiert. Von 1946 bis 1956 wurden im Rawitscher Gefängnis etwa 19.000 politische Häftlinge, Regimegegner und Soldaten der antikommunistischen Heimatarmee inhaftiert, 142 Personen wurden dort vom kommunistischen Geheimdienst Urząd Bezpieczeństwa ermordet. Durch die Verstaatlichung der Industrie und die Kollektivierung der Landwirtschaft sanken die Erträge dieser Wirtschaftssektoren. Ab 1970 erholte sich die Wirtschaft teilweise durch Reformen. Neue Betriebe entstanden und viele Wohnungssiedlungen (Plattenbauten) wurden errichtet. Dies alles wurde aber unter Edward Gierek von in Westeuropa geliehenem Geld finanziert.
1973 wurde das benachbarte Städtchen Sarnowa (Sarne) mit etwa 2500 Einwohnern eingemeindet.
Durch die polnische Verwaltungsreform von 1975 verlor der Ort seinen Rang als Kreissitz und wurde zu einer Stadtgemeinde in der neugebildeten Woiwodschaft Leszno.
1999 wurde der Powiat Rawicki wiederhergestellt.
Seit dem 1. Juni 2019 ist die Gemeinde Rawicz mit der deutschen Hansestadt Attendorn verpartnert.

## Einwohnerentwicklung
| Jahr         | Einwohner | Anmerkungen |
| ------------ | --------- | --- |
| Ende 18. Jh. | 07.136    | 873 Wohnhäuser, 2 Kirchen, 1 Kloster, 37 Mühlen, 948 Juden, >10 % Katholiken, hauptsächlich Tuchindustrie                       |
| 1816         | 07.456    | davon 1.200 Juden |
| 1819         | 07.377    | 1 lutherische Kirche, 1 Franziskanerkloster, 1 Synagoge, 1.049 Häuser, fast 1.200 Juden. „Tuchweberei ist hier sehr bedeutend“. |
| 1837         | 08.316    | [ 3 ] |
| 1843         | 09.315    | [ 3 ] |
| 1858         | 10.062    | [ 3 ] |
| 1861         | 10.408    | davon 652 Militärbevölkerung |
| 1885         | 12.919    | davon 8.212 Evangelische, 3.616 Katholiken und 1.077 Juden in 909 Wohngebäuden (1.187 aktive Militärpersonen)                   |
| 1905         | 11.403    | davon 7.778 Evangelische, 3.140 Katholiken und 428 Juden (1.157 Polen, 2 Tschechen)                                             |

## Partnerstadt
Seit 2019 besteht eine Gemeindepartnerschaft zu Attendorn in Deutschland (Nordrhein-Westfalen).

## Sehenswürdigkeiten

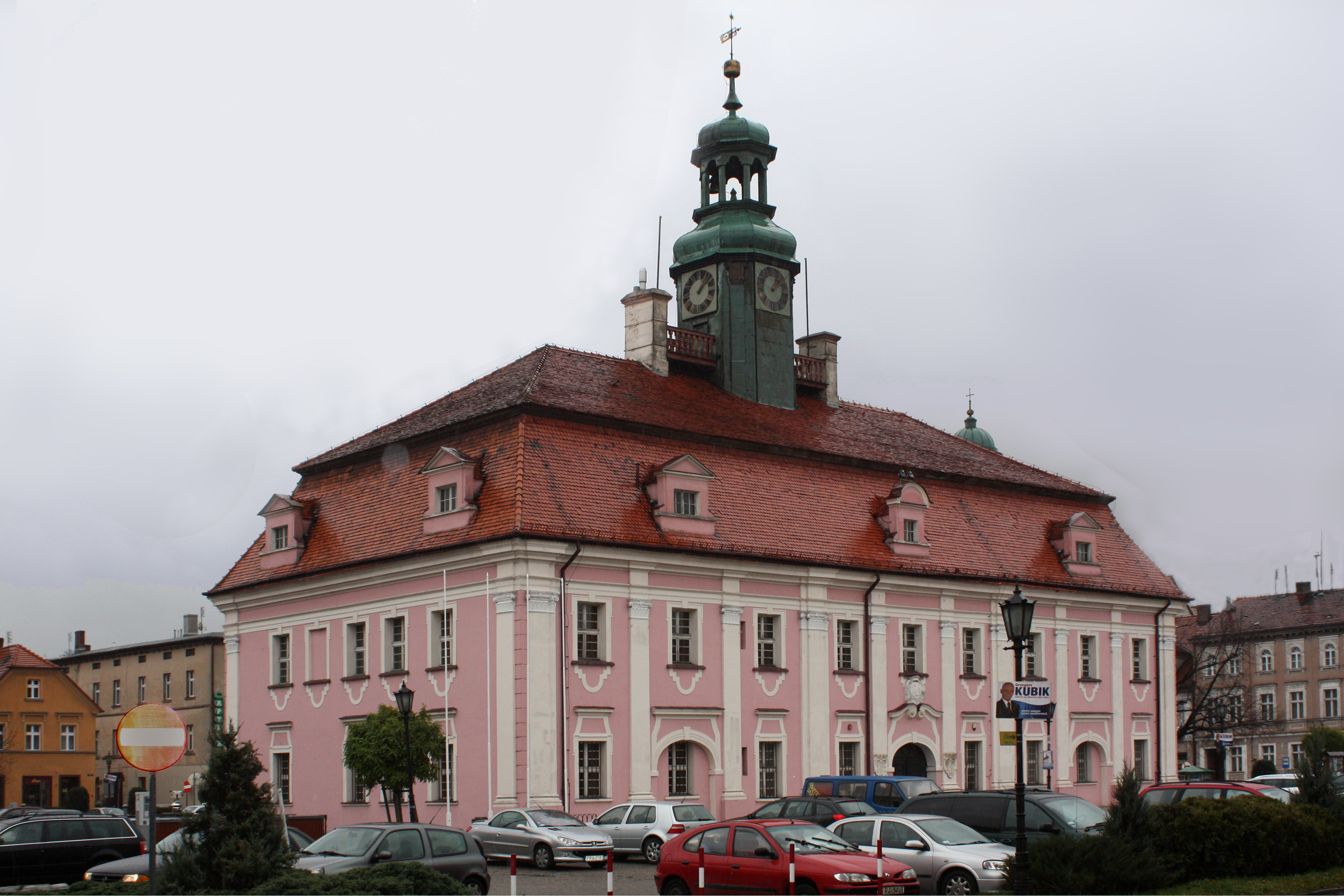
Altes Rathaus von Rawitsch

- Altes Rathaus (heute Museum), erbaut 1753–1756, Barock;
- Ehemalige Evangelische Kirche, heute kath. Pfarrkirche St. Andreas Bobola, erbaut 1802–1803 nach einem Entwurf von Carl Gotthard Langhans;
- Stadtpfarrkirche Christkönig und Mariäe Verkündigung, Neugotik, erbaut 1902–1907 nach einem Entwurf von Alexis Langer
- Bürgerhäuser am Ring, Barock und Klassizismus;

Stadtteil Sarnowa (deutsch Sarne) (bis 1973 selbständige Stadt)
- Stadtpfarrkirche St. Andreas, Barock, erbaut 1718, Turm errichtet 1769;
- Ehemaliges Rathaus, Klassizismus, errichtet 1837.

## Schulwesen
Rawitsch hat drei Obergymnasien, ein Technisches Obergymnasium und fünf Grundschulen.

## Sport
Sportvereine
- RKS Kolejarz Rawicz
- Rawickie Stowarzyszenie Cyklistów BIKE
- KP Rawia Rawicz
- RKKS Rawia Rawicz
- Korona Rawbud Rawicz
- RKS Pavart – Radsport
- UPKS Wodnik Rawicz – Schwimmen
- UKS Olimp Rawicz
- MUKS Kadet Rawicz – Leichtathletik

## Wirtschaft
Bedeutend ist die Metallindustrie mit den Betrieben Gazomet, der Eisengießerei, dBP Products, Ferrpol Bracia
Matuszewscy, das Waggonwerk Rawag; sowie im Ortsteil Sarne die Maschinenfabrik Polmech. Im Ortsteil Żylice hat der größte Eiproduzent der EU Fermy Drobiu Woźniak seinen Sitz.
In der Stadt sind 717 größere und etwa 1500 Ein-Mann-Unternehmen registriert.

## Verkehr
Rawitsch liegt an der Eisenbahnstrecke (Kursbuchstrecke 330) von Posen nach Breslau. Es bestehen tägliche direkte Zugverbindungen nach Danzig, Gdingen, Stettin, Kolberg, Allenstein, Przemyśl und Krakau. Nicht täglich hingegen verkehren Züge nach Białystok, Rzeszów, Schreiberhau, Stolpmünde, Swinemünde und Suwalken. Die Liegnitz-Rawitscher Eisenbahn wird nicht mehr betrieben.
Buslinien verkehren u. a. nach Hirschberg und Krotoschin.
Rawitsch befindet sich an der Landstraße (Droga krajowa 5) auf halbem Wege zwischen Posen und Breslau gelegen, welche hier von der DK 36 (Lubin–Ostrowo) gekreuzt wird.

## Söhne und Töchter der Stadt
- Johannes Cyprian (1642–1723), lutherischer Theologe
- Johann Friedrich Bachstrom (1686–1742), lutherischer Theologe
- Salomon Kohn (1739–1819), orthodoxer Rabbiner
- Heinrich Gottfried Ollendorff (1803–1865), Sprachpädagoge
- Samuel Gottlieb Bauch (1803–unbekannt), Bürger (von Rawicz) und lokaler Müllermeister
- Wolfgang Straßmann (1821–1885), deutscher Mediziner und Politiker
- Max Pflaum (1830–1885), deutscher Fotograf
- Heinrich Straßmann (1834–1905), deutscher Arzt
- Hermann Geist (1828–1903), deutscher Philologe und Schulleiter
- Ernst Höpfner (1836–1915), deutscher Pädagoge
- Ferdinand Straßmann (1838–1931), deutscher Mediziner und Stadtmedizinalrat von Berlin
- Elisabeth Schück (1848–unbekannt), deutsche Schriftstellerin und Übersetzerin
- Markus Brann (1849–1920), deutsch-jüdischer Historiker
- Otto Gehlig (1849–1917), deutscher Architekt, tätig in Łódź
- Ida Becker (1850–1917), Theaterschauspielerin
- Max Landsberg (1850–1906), deutscher Bildhauer
- Heinrich Braun (1862–1934), deutscher Chirurg, Erbauer des Pavillon-Klinikums in Zwickau (heute Heinrich-Braun-Krankenhaus)
- August Wagener (1865–1913), deutscher Maschinenbauingenieur, Rektor der Technischen Hochschule Danzig
- Walter von Bongé (1868–1916), deutscher Porträtmaler
- Alfred Loewy (1873–1935), deutscher Mathematiker
- Arthur Ruppin (1876–1943), deutsch-jüdischer Soziologe, Zionist und Wegbereiter der Gründung der Stadt Tel Aviv
- Hirsch Gradenwitz (1876–1943), deutscher Rabbiner in Tarnowitz und Hanau, Opfer des Holocaust
- Hedwig Jahnow (1879–1944), deutsche Alttestamentlerin und NS-Opfer
- Walter Schnee (1885–1958), deutscher Mathematiker
- Max Heyna (1903), deutscher General
- Brigitte von Arnim (1905–1965), deutsche Schriftstellerin
- Hilmar Pabel (1910–2000), deutscher Journalist und Fotograf
- Peter Kawerau (1915–1988), deutscher Kirchenhistoriker
- Oskar Anweiler (1925–2020), deutscher Erziehungswissenschaftler
- Dariusz Skrzypczak (* 1967), Fußballer
- Robert Maćkowiak (* 1970), Leichtathlet
- Anita Włodarczyk (* 1985), Leichtathletin
- Karolina Kucharczyk (* 1991), Paralympionikin
- Przemysław Waściński (* 1995), Leichtathlet
- Karol Świderski (* 1997), Fußballspieler

## Gemeinde Rawicz
Die Stadt- und Landgemeinde Rawitsch umfasst 26 Ortschaften von überwiegend dörflichem Charakter, in welchen 7.939 Personen wohnen (3.899 Männer, 4.040 Frauen).
| Name             | deutscher Name (1815–1920)                | deutscher Name (1939–1945)                 |
| ---------------- | ----------------------------------------- | ------------------------------------------ |
| Dąbrówka         | Dombrowka Konarzewo 1906–1920 Eichenbronn | Eichenbronn                                |
| Dębno Polskie    | Damme                                     | Damme                                      |
| Folwark          | Vorwerke                                  | Vorwerke                                   |
| Izbice           | Izbice                                    | Stuben                                     |
| Kąty             | Lindenhof                                 | Lindenhof                                  |
| Konarzewo        | Konarzewo                                 | Zerbonisruh                                |
| Krasnolipka      | Krasnolipka                               | Linden                                     |
| Krystynki        | Christiänchen                             | Christiänchen                              |
| Łąkta            | Lonkta                                    | Wiesenfurt                                 |
| Łaszczyn         | Laszczyn                                  | Gutfeld                                    |
| Masłowo          | Massel                                    | Massel                                     |
| Rawicz           | Rawicz 1887–1920 Rawitsch                 | Rawitsch                                   |
| Sarnówka         | Sarnowko                                  | Sarnchen                                   |
| Sierakowo        | Wilhelmsgrund                             | Wilhelmsgrund                              |
| Sikorzyn         | Sikorzyn 1906–1920 Wiesenbach             | Wiesenbach                                 |
| Słupia Kapitulna | Slupia                                    | 1939–1943 Langenfeld 1943–1945 Langenreihe |
| Stwolno          | Stwolno                                   | Stolau                                     |
| Szymanowo        | Szymanowo 1906–1920 Friedrichsweiler      | Friedrichsweiler                           |
| Ugoda            | Ugoda                                     | Heide                                      |
| Warszewo         | Weidenhof                                 | Weidenhof                                  |
| Wydawy           | Wydawy                                    | Außenfelde                                 |
| Załęcze          | Königsdorf                                | Königsdorf                                 |
| Zawady           | Zawady                                    | Weidhofen                                  |
| Zielona Wieś     | Gründorf                                  | Gründorf                                   |
| Żołędnica        | Zolendnice                                | Eichelhof                                  |
| Żylice           | Zylice 1906–1920 Schlitze                 | Schlitze                                   |